# Charlot Kaské
Charlot Kaské (fl. 1763 - 1765) est un chef de guerre Chaouanons pendant la rébellion de Pontiac. Les détails personnels de Kaské sont inhabituels pour un chef Chaouanon : il est catholique, son père est allemand et sa femme est une captive anglaise élevée parmi les Chaouanons.
Kaské participe d'abord à la guerre, qui vise à empêcher les Britanniques d'occuper le pays des Illinois, en tant qu'allié de Pontiac. Alors que la guerre progresse et mal pour les Indiens d'Amérique, Pontiac commence alors à négocier avec les Britanniques. Kaské reste cependant fermement anti-britannique et quitte finalement le territoire britannique en traversant le fleuve Mississippi avec d'autres réfugiés français et indiens plutôt que d'accepter la domination britannique.